# カノーニカ・ダッダ
カノーニカ・ダッダ（伊: Canonica d'Adda  ( 音声ファイル)）は、イタリア共和国ロンバルディア州ベルガモ県にある、人口約4,200人の基礎自治体（コムーネ）。

## 地理

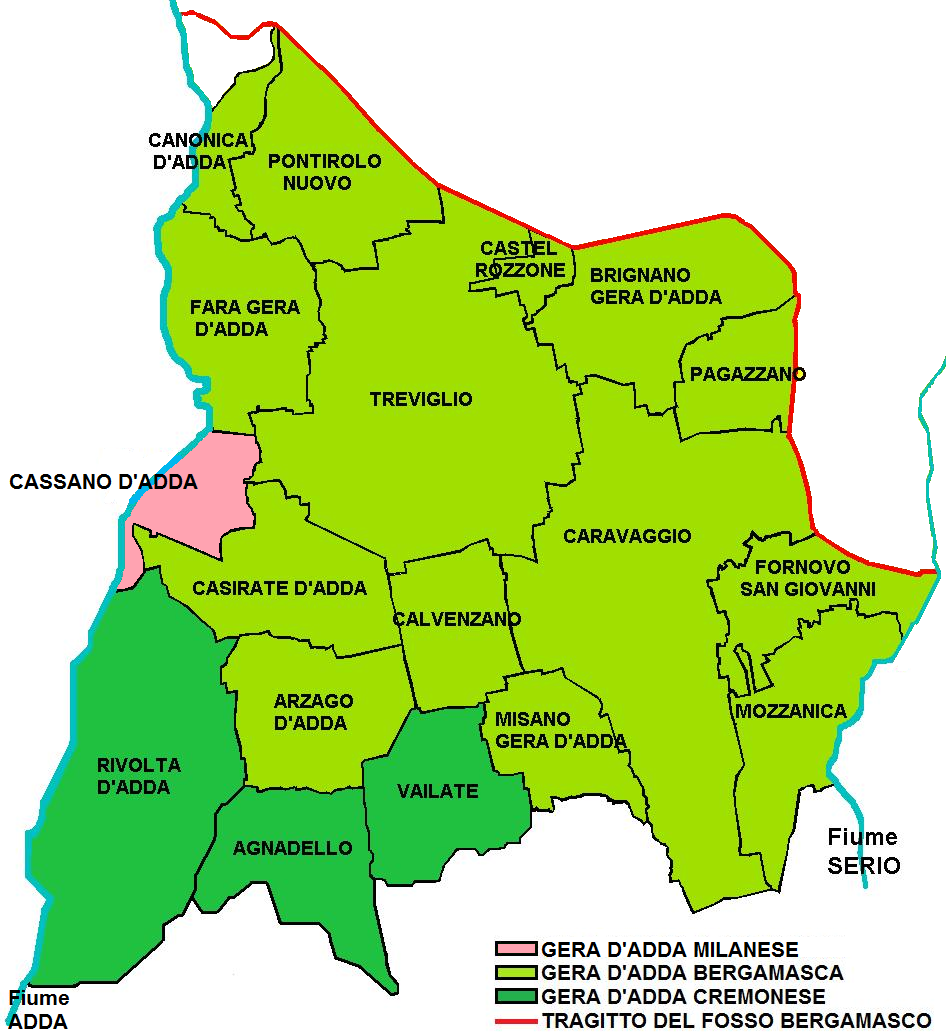
ジェーラ・ダッダ地方は3県にまたがる。赤線はフォッソ・ベルガマスコで、アッダ川とセーリオ川を結ぶ部分が示されている。

### 位置・広がり
ベルガモ県南西部、ジェーラ・ダッダ地方のコムーネ。県都ベルガモから南西へ18km、州都ミラノから東北東へ30kmの距離にある。

#### 隣接コムーネ
隣接するコムーネは以下の通り。MIはミラノ県所属。
| - カプリアーテ・サン・ジェルヴァージオ - 北 - ブレンバーテ - 北東 - ポンティローロ・ヌオーヴォ - 東 - ファーラ・ジェーラ・ダッダ - 南 - ヴァプリオ・ダッダ (MI) - 西 |

### 地勢・地形
- 河川：アッダ川、ブレンボ川

### 地震分類
イタリアの地震リスク階級 (it) では、3 に分類される
。